# Haus Bermen
Haus Bermen war mit Haus Ripshorst einer der beiden überlieferten Rittersitze in Oberhausen. Während Haus Ripshorst noch heute erhalten ist, ist Haus Bermen verschwunden.
Beide Rittersitze bildeten mit den zu ihnen gehörigen Bauernhöfen die einzigen Ansiedlungen in der Lipper Heide (heutiges Alt-Oberhausen). An die Ansiedlungen erinnern heute zahlreiche Straßennamen: Bermensfeld, Heiermannsfeld und Priestershof.